# Landiwiese
Die Landiwiese ist die «traditionelle Ausstellungs- und Kulturwiese» der Stadt Zürich. Namensgebend war die Schweizerische Landesausstellung («Landi») von 1939. Der Park mit Freizeitanlage im Quartier Wollishofen verfügt über alten Baumbestand.

## Lage und Umfang
Die Landiwiese liegt auf einem annähernd rechteckigen Gelände am Westufer des Zürichsees. Im Norden grenzt sie an die Parkanlage des Strandbads («Badi») Mythenquai im Quartier Enge, im Süden an den Hafen Wollishofen (auch Werft der Zürichsee-Schifffahrtsgesellschaft). Vorgelagert ist die künstliche Saffainsel.
Die Anlage von etwa 40'000 Quadratmetern umfasst eine grosse, offene Spiel- und Liegewiese, die einen Hartplatz einschliesst. Die Uferzone ist zugänglich und befestigt. Der alte Baumbestand gilt als «wertvoll». Die Saffainsel gehört zum Inventar der «schützenswerten Gärten und Anlagen von kommunaler Bedeutung» der Stadt.
Es besteht Anschluss an Bus und Tram.

## Geschichte und Gegenwart

Landiwiese während der SAFFA 1958, Foto: Werner Friedli

Die «Landiwiese» wurde als letzter Teil und Fortsetzung der Quaianlagen für die Landesausstellung 1939 aufgeschüttet. Das nötige Material lieferte der Ausbau des Enge-Tunnels. Für die Schweizerische Ausstellung für Frauenarbeit (SAFFA) erfolgte 1957 eine weitere Aufschüttung, die Saffainsel, auch SAFFA-Insel genannt.
Im Laufe der Zeit wurden folgende Kunstwerke errichtet. Die Skulptur «Mädchen im Wind» des Bildhauers Otto Münch wurde anlässlich der «Landi 1939» neben einem Brunnen am Rande des Areals am Mythenquai aufgestellt. Hermann Haller schuf eine Gipsskulptur «Mädchen mit erhobenen Händen», die erst 1968 als Bronzeguss auf einer hohen Stele installiert wurde. Die Gartenarchitektin Verena Dubach schuf einen Brunnen für die SAFFA 1958.
Zu den regelmässigen Veranstaltungen gehören das 1980 als internationales Treffen freier Theater gegründete Zürcher Theater Spektakel und Freestyle.ch. Unweit der Fundplätze ehemaliger Pfahlbauten wurden 1990 für fünf Monate der Erlebnispark und die Ausstellung «Pfahlbauland» installiert. In den Jahren 2010 und 2011 war die Landiwiese Veranstaltungsplatz des Sechseläutens. Als Etappenort bzw. Start und Ziel des Ironman Switzerland diente sie von 1997 bis 2019.
Von 2020 bis 2025 werden Landiwiese und Saffainsel saniert. Der Uferbereich wird zum Teil renaturiert, Asphaltflächen werden durch Kiesbeläge, alte Bäume nach Erfordernis durch vitale, junge Bäume ersetzt. Der Brunnen Dubachs wurde wieder instand gesetzt. Es besteht freier Zugang zum Wasser, die Promenaden und Pärken am Zürichsee gelten als wertvoller Begegnungs- und Erholungsraum der Stadt.

Kunstwerke auf der Landiwiese
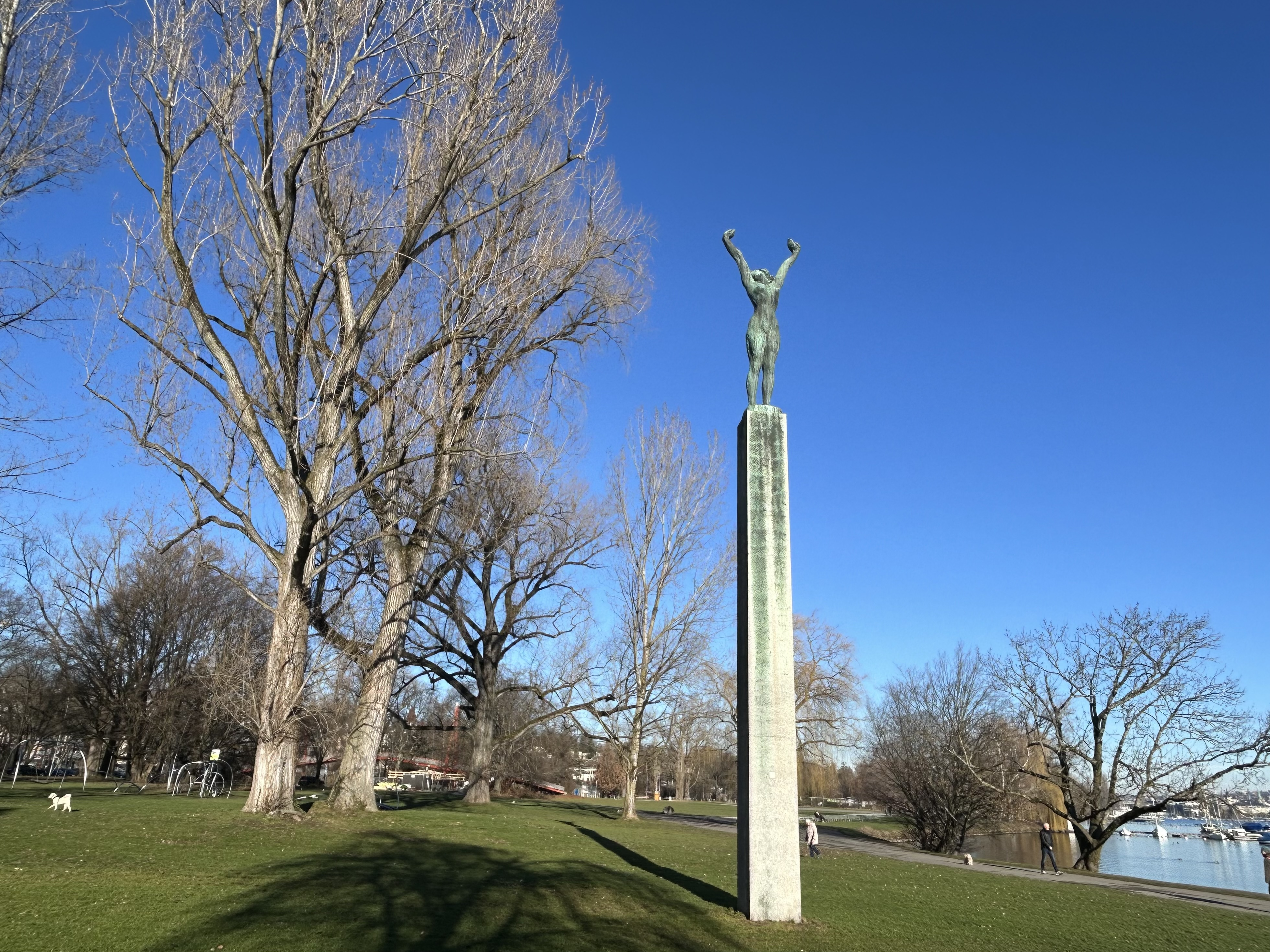
Mädchen mit erhobenen Armen von Hermann Haller, 1939/1968
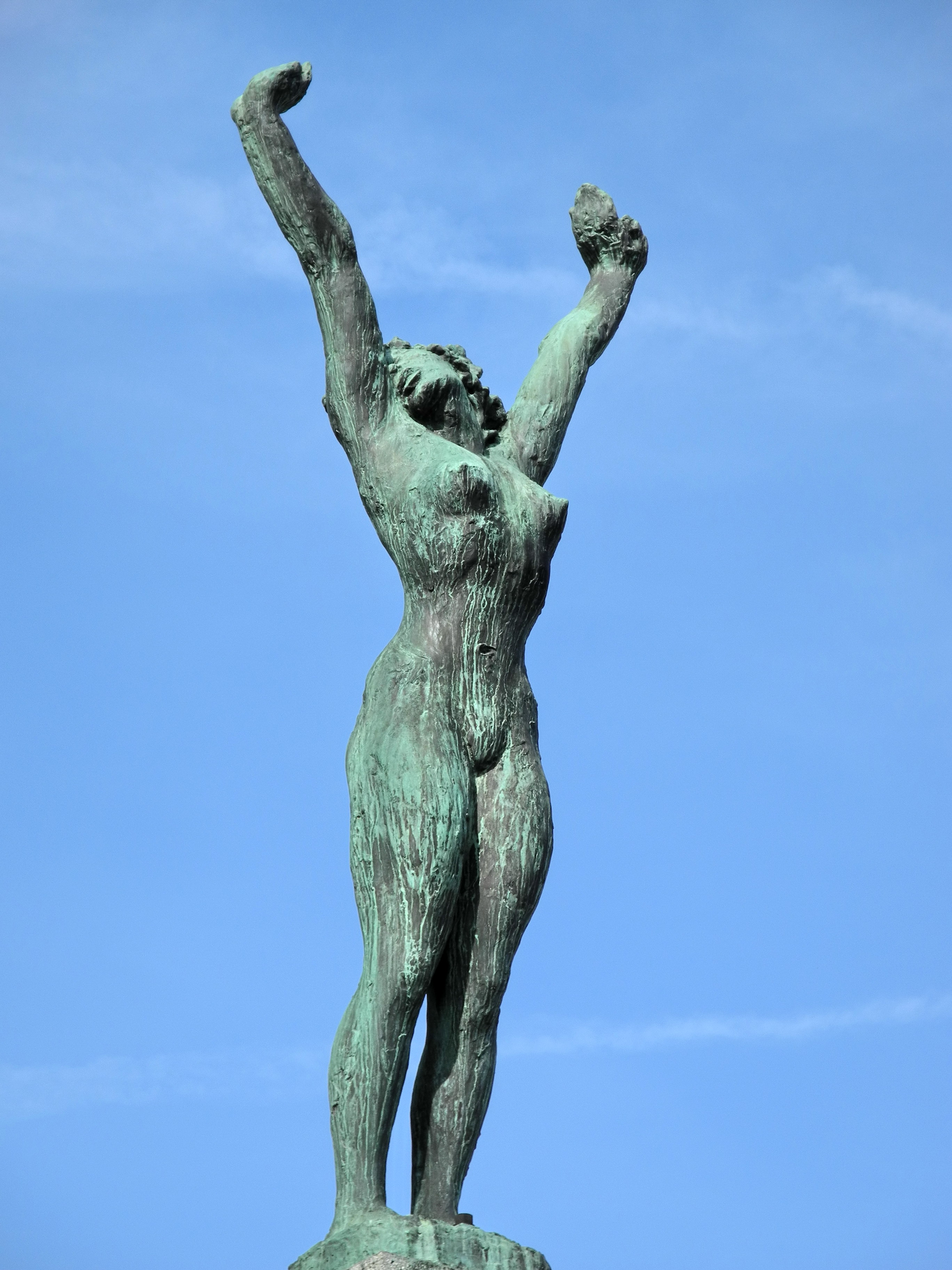
Detailansicht der Skulptur
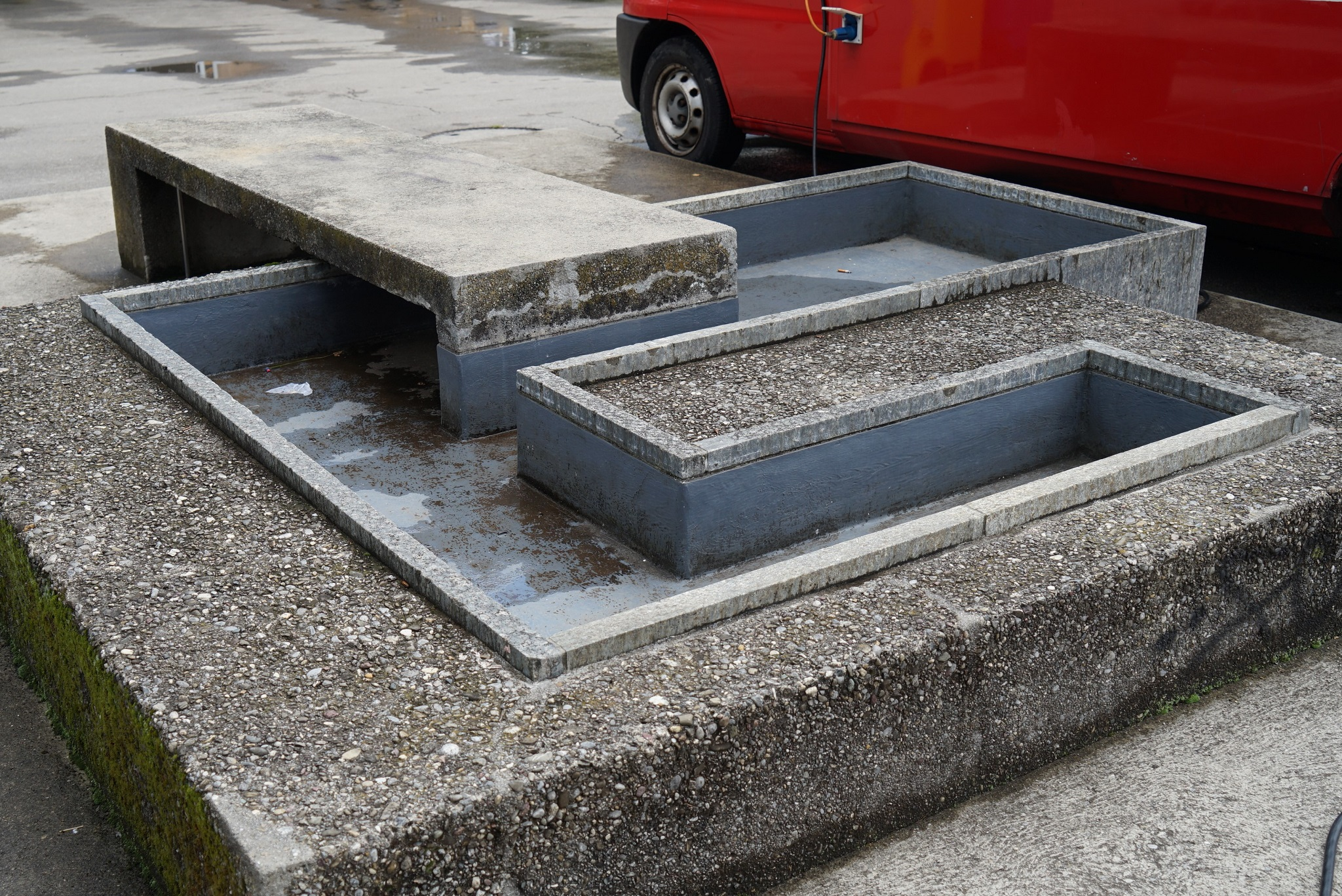
Verena-Dubach-Brunnen

## Belege
1. 1 2 3 4 5 6  Landiwiese. Stadt Zürich, abgerufen am 13. Februar 2024.
2. 1 2 3  Landiwiese und Saffainsel. Stadt Zürich, abgerufen am 13. Februar 2024.
3. ↑  Lothar Lechner Bazzanella: Die Landiwiese und das nackte Mädchen mit erhobenen Händen.
4. ↑  Pfahlbauland. Zollikon 1990.
5. ↑  Wollishofen/Leimbach (WL). S. 17. ISOS; PDF, abgerufen am 13. Februar 2024.